# Kilauea
Kīlauea (Kílauejá, IPA: ˌkiːlaʊˈeɪə) je činná sopka na Havajských ostrovech. Tyčí se 1247 metrů nad mořem. Jde o jednu z pěti štítových sopek, které spolu tvoří ostrov Havaj. V havajštině slovo kilauea znamená „plivat či chrlit“ nebo „hodně se rozšiřovat“. Je to jeden z nejaktivnějších vulkánů na světě. Podle havajské historie chrlí nepřetržitě lávu už od roku 1983, průměrně 400 tisíc m³ za den (a do roku 1995 tak přidala k ostrovu asi 200 hektarů nové země).
Jako všechny havajské sopky byla Kilauea vytvořena pohybem Pacifické tektonické desky. Tyto ostrovní sopky na Havaji jsou důkazem toho, že se během 70 milionů let dokázal vytvořit 6000 kilometrů dlouhý řetězec podmořských sopek. Podrobně studována byla zatím jen nadzemní část sopky.
Kiluae je v dnešní době významná turistická atrakce. Havajané ji ve svých legendách označovali jako místo, kde sídlila bohyně ohně Pele. Lidé po ní dokonce pojmenovali i některé lávové formy jako například slzy Pele (ztuhlé lávové kapky ve tvaru slzy) nebo vlasy Pele (dlouhá křehká vlákna vulkanického skla vznikající z lávy).

## Historie
Důkazy o první erupci pocházejí z roku 1750. Díky záznamům polynézských legend víme, že sopka začala eruptovat již o mnoho dříve. Asi před 1500 lety se vytvořila kaldera, která již od roku 1983 pravidelně eruptuje bazaltovou lávu. Některé důkazy říkají, že sopka může eruptovat také z riftové zóny, která přetíná kalderu od východu na jihozápad.

Díky této erupci byly vytvořeny taky lávové proudy, které pokryly oblast stovky km² a díky kterým byly změněny i pobřežní linie. Všechny erupce probíhají v poklidu, až na rok 1990, kdy lávový proud poničil města Kaplana a Kaima v blízkém okolí a také zničil velkou část státní cesty 130.

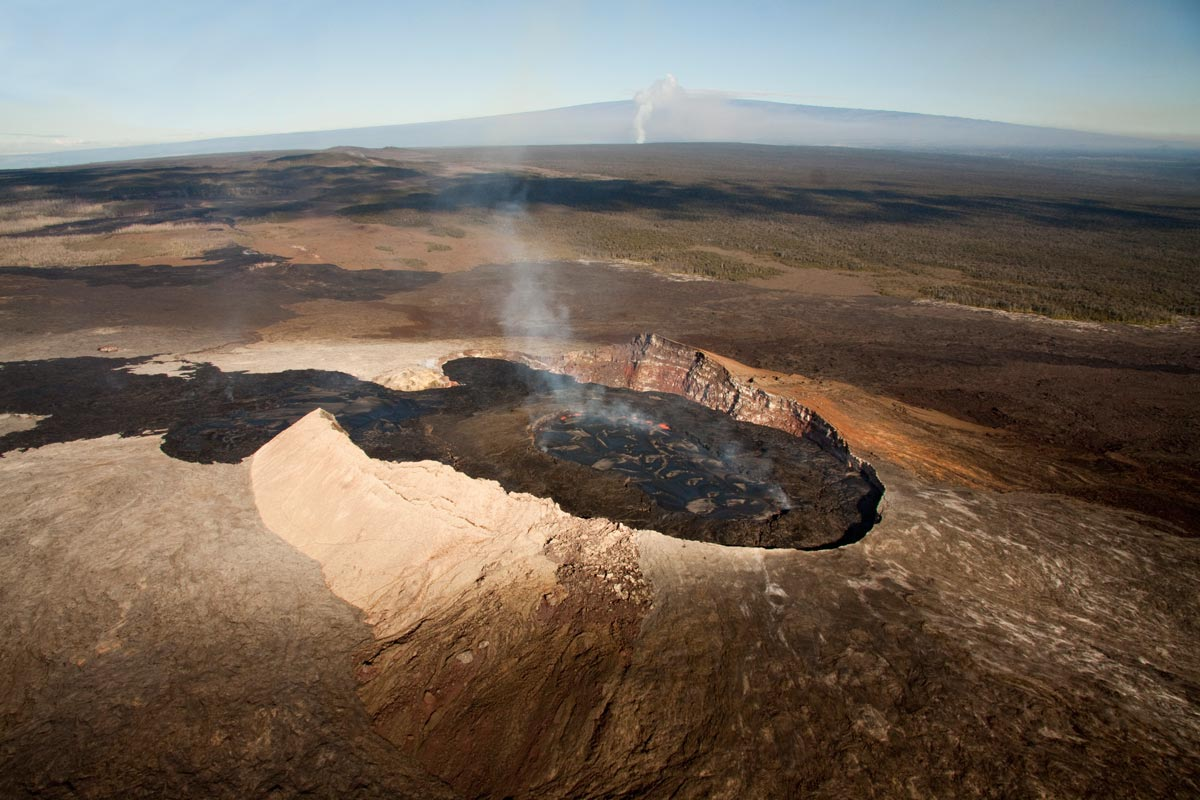
Kilauea

90 % povrchu tvoří horniny mladší jak 1000 let a 70 % horniny mladší, než 600 let.
Předpokládá se, že její magmatický rezervoár je 2 kilometry široký a nachází se 3 až 7 kilometrů pod vrcholem sopky.
Na sklonku roku 2014 proud lávy začal ohrožovat i městečko Pahoa.